# ホテル・スクリーブ・パリ

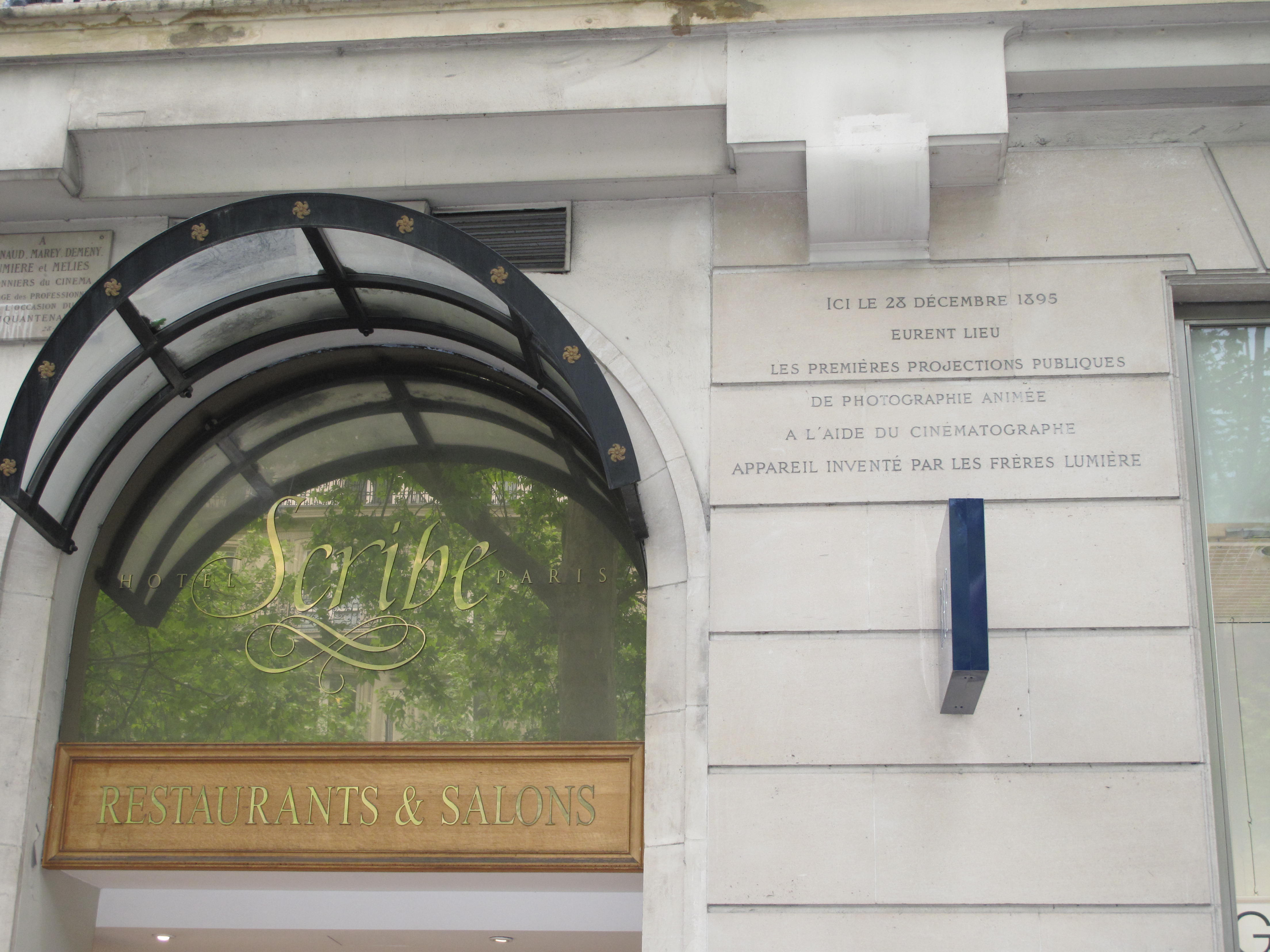
ホテル スクリーブ パリ玄関横の銘板。1895年12月28日にリュミエール兄弟がここで世界初の映画上映を行ったことを記している。

ホテル スクリーブ パリ マネージド バイ ソフィテル（英: Hôtel Scribe Paris managed by Sofitel またはソフィテル パリ ル スクリーブ 仏: Sofitel Paris Le Scribe）は、フランス・パリ9区にあるホテルであり、アコーホテルズがソフィテルのブランドで展開するホテルの一つである。

## 概要
パリのオペラ座（ガルニエ宮）があるオペラ広場至近、カプ(ピュ)シーヌ大通りとスクリーブ通りとの交差点に面している。1860年築の建物は6階建であり、2007年に改装されている。客室数は2010年現在では213室あった。1階と地下にレストランやサロン・ド・テ等がある。装飾は、フランスの建築家・インテリアデザイナーのジャック・グランジュが担当した。
同ホテルは、日本の旅行ガイドブックでは比較的小さく扱われているが、前述のオペラ座はもとより、ルーヴル美術館等の観光地、さらにギャルリー・ラファイエット、プランタンといったデパートへも徒歩で行ける範囲内にあり、オペラ広場に面するインターコンチネンタル傘下のホテル・ル・グラン等と共に、旅行者の間では観光、ショッピング等での立地の良さが評価されている。
また、交差点の向かい側にはかつてパリ三越があったが、2018年現在では近くにユニクロもあるなど、オペラ座界隈からパリメトロ・ピラミッド駅周辺、サントノレ通りに至るオペラ大通り界隈の"日本人街"に位置している。日本発のツアーの宿泊地となることもあり、ブッフェスタイルの朝食ではご飯と味噌汁が出ることもある。

## 歴史
建物は、1860年に貴族の乗馬クラブ（というより、社交クラブ）「ジョッキークラブ」の本部として建てられた。現在でもホテルの調度品に馬のたてがみを使うなど、その頃を偲ばせる演出が行われている。
建物の1階にはカフェ「グラン・カフェ」があった。このカフェには第二次世界大戦末期、アーネスト・ヘミングウェイやロバート・キャパ、アンリ・カルティエ＝ブレッソンといった著名人が通い、オリジナル・カクテルを楽しんでいったと言われる。
中でもこのカフェを有名にしたのは、1895年12月28日に、リュミエール兄弟によって行われた世界初の映画上映とされる。このカフェの地下にあった「インドの間」（サロン・ナンディアン）において、シネマトグラフを用いた「汽車の到着」等の作品が有料公開された。
現在、ホテル内にグラン・カフェはないが、ホテルの玄関横にこの事実を記した銘板が掲げられている。また、ホテル内に「カフェ・リュミエール」と名付けられたカフェがある。